# Verbigènes
Les Verbigènes ou Urbigènes (en latin Verbigeni) sont un peuple celte constituant l'une des quatre composantes (pagus) de la confédération des Helvètes. Ils habitaient entre le Jura et le lac Léman, et avaient pour capitale Urba (aujourd'hui Orbe)[réf. nécessaire].

## Histoire
Les Verbigènes sont uniquement mentionnés par Jules César dans La Guerre des Gaules.
Ils participèrent avec les autres Helvètes à la grande migration de -58, mais 6000 d'entre eux refusèrent de se soumettre à César après la bataille de Bibracte. Ayant tenté de fuir, ils furent rattrapés et traités en ennemis.